# Протасово (Міжріченський район)
Прота́сово (рос. Протасово) — присілок у складі Міжріченського району Вологодської області, Росія. Входить до складу Ботановського сільського поселення.

## Населення
Населення — 23 особи (2010; 30 у 2002).
Національний склад (станом на 2002 рік):
- росіяни — 100 %